# Xenochaeta
Xenochaeta är ett släkte av tvåvingar. Xenochaeta ingår i familjen borrflugor.
Kladogram enligt Catalogue of Life:
| Xenochaeta | \| \| Xenochaeta aurantiaca \| \| \| \| \| \| Xenochaeta dichromata \| \| \| \| |
|            | \| \| Xenochaeta aurantiaca \| \| \| \| \| \| Xenochaeta dichromata \| \| \| \| |
|            | Xenochaeta aurantiaca                                                           |
|            |                                                                                 |
|            | Xenochaeta dichromata                                                           |
|            |                                                                                 |